# Pycnomerus borbonicus
Pycnomerus borbonicus es una especie de coleóptero de la familia Zopheridae.

## Distribución geográfica
Habita en Reunión (departamento de Francia).